# Waltonville
Waltonville é uma vila localizada no estado americano de Illinois, no Condado de Jefferson.

## Demografia
Segundo o censo americano de 2000, a sua população era de 422 habitantes.
Em 2006, foi estimada uma população de 431, um aumento de 9 (2.1%).

## Geografia
De acordo com o United States Census Bureau tem uma área de
2,6 km², dos quais 2,5 km² cobertos por terra e 0,1 km² cobertos por água. Waltonville localiza-se a aproximadamente 141 m acima do nível do mar.

## Localidades na vizinhança
O diagrama seguinte representa as localidades num raio de 16 km ao redor de Waltonville.